# Grace Min
Grace Min (ur. 6 maja 1994 w Atlancie) – amerykańska tenisistka, triumfatorka wielkoszlemowych turniejów juniorskich.

## Kariera
Pierwszy kontakt z zawodowym tenisem miała tuż przed ukończeniem czternastego roku życia, tj. 1 maja 2008 roku. Zagrała wtedy w kwalifikacjach do niewielkiego turnieju ITF w Hilton Head, ale odpadła w drugiej rundzie. Pod koniec maja wygrała kwalifikacje do podobnego turnieju w Sumter i awansowała do turnieju głównego. Przeszła tam pierwsza rundę, pokonując Kanadyjkę Eugenie Bouchard, ale w drugiej przegrała z Australijką Anną Wishink. W 2009 roku kilkakrotnie wygrywała kwalifikacje do podobnych turniejów a jej największym osiągnięciem z tego roku był ćwierćfinał turnieju w singlu w Evansville. Znacznie lepiej poszło jej w grze podwójnej czego dowodem był wygrany turniej (w parze z Jamie Hampton) w Cleveland. W styczniu 2012 roku wygrała swój pierwszy turniej w karierze (ITF), w amerykańskim Innisbrook.
Największe sukcesy odniosła w 2011 roku jako juniorka, wygrywając najpierw wielkoszlemowy turniej juniorski w Wimbledonie w grze podwójnej (w parze z Eugenie Bouchard), a potem US Open w grze pojedynczej.

## Wygrane turnieje rangi ITF
| turnieje z pulą nagród 100 000 $   |
| turnieje z pulą nagród 75/80 000 $ |
| turnieje z pulą nagród 50/60 000 $ |
| turnieje z pulą nagród 25 000 $    |
| turnieje z pulą nagród 15 000 $    |
| turnieje z pulą nagród 10 000 $    |

### Gra pojedyncza
|     | Data       | Turniej              | Kat. | ($)    | Naw.   | Finalistka               | Wynik            |
| 1.  | 15/01/2012 | Innisbrook           | ITF  | 25 000 | ziemna | Gail Brodsky             | 2:6, 6:2, 6:4    |
| 2.  | 06/05/2012 | Indian Harbour Beach | ITF  | 50 000 | ziemna | Maria Sanchez            | 6:4, 6:0         |
| 3.  | 13/05/2012 | Raleigh              | ITF  | 25 000 | ziemna | Tamaryn Hendler          | 3:6, 6:2, 6:3    |
| 4.  | 23/03/2014 | Innisbrook           | ITF  | 25 000 | ziemna | Nicole Gibbs             | 7:5, 6:0         |
| 5.  | 20/04/2014 | Dothan               | ITF  | 50 000 | ziemna | Victoria Duval           | 6:3, 6:1         |
| 6.  | 25/10/2015 | Florence             | ITF  | 25 000 | twarda | Paula Cristina Gonçalves | 6:2, 4:6, 7:6(2) |
| 7.  | 10/04/2016 | Jackson              | ITF  | 25 000 | ziemna | Paula Badosa             | 1:6, 6:2, 6:4    |
| 8.  | 17/04/2016 | Pelham               | ITF  | 25 000 | ziemna | Bernarda Pera            | 6:4, 6:4         |
| 9.  | 17/04/2016 | Lexington            | ITF  | 60 000 | twarda | Sofia Kenin              | 6:4, 6:1         |
| 10. | 10/06/2018 | Bethany Beach        | ITF  | 25 000 | ziemna | Katerina Stewart         | 6:4, 6:2         |
| 11. | 28/07/2019 | Evansville           | ITF  | 25 000 | twarda | Deniz Khazaniuk          | 7:6(7), 4:6, 7:5 |
| 12. | 27/09/2020 | Przerów              | ITF  | 25 000 | ziemna | Georgina García Pérez    | 6:3, 0:6, 7:5    |

## Finały juniorskich turniejów wielkoszlemowych

### Gra pojedyncza (1)
| Końcowy wynik | Rok  | Turniej | Nawierzchnia | Przeciwniczka   | Wynik finału |
| Zwyciężczyni  | 2011 | US Open | Twarda       | Caroline Garcia | 7:5, 7:6(3)  |

### Gra podwójna (1)
| Końcowy wynik | Rok  | Turniej   | Nawierzchnia | Partnerka        | Przeciwniczki             | Wynik finału  |
| Zwyciężczyni  | 2011 | Wimbledon | Trawiasta    | Eugenie Bouchard | Demi Schuurs Tang Haochen | 5:7, 6:2, 7:5 |